# バナッハ空間
数学におけるバナッハ空間（バナッハくうかん、英: Banach space; バナハ空間）は、完備なノルム空間、即ちノルム付けられた線型空間であって、そのノルムが定める距離構造が完備であるものを言う。
解析学に現れる多くの無限次元函数空間、例えば連続函数の空間（コンパクトハウスドルフ空間上の連続写像の空間）、 Lp-空間と呼ばれるルベーグ可積分函数の空間、ハーディ空間と呼ばれる正則函数の空間などはバナッハ空間を成す。これらはもっとも広く用いられる位相線型空間であり、これらの位相はノルムから規定されるものになっている。
バナッハ空間の名称は、この概念をハーンとヘリーらと共に1920-1922年に導入したポーランドの数学者ステファン・バナフに因む。

## 定義
バナッハ空間の厳密な定義は、
ノルム空間 V がバナッハ空間であるとは、V 内の各コーシー列 {vn}∞
n=1 に対して V の適当な元 v を選べば{\displaystyle \lim _{n\to \infty }v_{n}=v}とすることができるときに言う。
バナッハ空間のうち一般によく知られる二種類は、その台となる線型空間の係数体（基礎体）K が実数体 R または複素数体 C であるもので、それぞれ実バナッハ空間および複素バナッハ空間と呼ばれる。

## 例
以下はすべて実数体 R 上のバナッハ空間の例であるが、すべての例においてそれぞれ対応する複素数体上のバナッハ空間を考えることができる。
- n 次元ユークリッド空間 Rn は、x = (x1, ..., xn) ∈ Rn に対して次で定義されるどのノルムについてもバナッハ空間である：
  - {\displaystyle \lVert x\rVert ={\sqrt {|x_{1}|^{2}+\cdots +|x_{n}|^{2}}}}.
  - {\displaystyle \lVert x\rVert _{p}=(|x_{1}|^{p}+\cdots +|x_{n}|^{p})^{1/p}}（p は 1 以上の実数）。上のノルムは p = 2 の場合である。
  - {\displaystyle \lVert x\rVert _{\infty }=\max\{|x_{1}|,\ldots ,|x_{n}|\}}.
- p を 1 以上の実数とし、実数列 {an} であって p 乗総和可能、つまり {\displaystyle \sum _{n=1}^{\infty }|a_{n}|^{p}<\infty } を満たすもの全体を ℓp と書く。これは、a = {an} ∈ ℓp に対して {\displaystyle \lVert a\rVert _{p}=\left(\sum _{n=1}^{\infty }|a_{n}|^{p}\right)^{\frac {1}{p}}} で定まるノルムに関してバナッハ空間である。
- 有界な実数列全体の集合 ℓ∞ は、a = {an} ∈ ℓ∞ に対して {\displaystyle \lVert a\rVert _{\infty }=\sup _{n=1,2,\ldots }|a_{n}|} で定まるノルムに関してバナッハ空間である。
- (Ω, μ) を測度空間とし、p を 1 以上の実数とするとき、Ω 上の p 乗可積分関数全体の集合[注 1] Lp(Ω, μ) は、{\displaystyle \lVert f\rVert _{p}=\left(\int _{\Omega }|f|^{p}\,d\mu \right)^{1/p}} で定まるノルムに関してバナッハ空間である。Ω が自然数全体の集合 N で、μ が数え上げ測度のとき、Lp(Ω, μ) は上で述べた ℓp と一致する。
- (Ω, μ) を測度空間とし、Ω 上の本質的に有界な関数、すなわちほとんどすべての x ∈ Ω に対して f(x) ≤ M となる M が x に依存せずに存在するような関数全体の集合[注 1] L∞(Ω, μ) は、上のような M の下限で定義されるノルムに関してバナッハ空間である。Ω が自然数全体の集合 N で、μ が数え上げ測度のとき、L∞(Ω, μ) は上で述べた ℓ∞ と一致する。
- 有界閉区間 I 上の実数値連続関数全体 C(I) は {\displaystyle \lVert f\rVert =\max _{x\in I}|f(x)|} で定まるノルムに関してバナッハ空間である。
- 実ヒルベルト空間は内積から導かれるノルムに関してバナッハ空間となっている。

## バナッハ空間の構成

### 直和空間
二つのバナッハ空間 X, Y に対して、それらの加群としての直和 X ⊕ Y には自然に位相線型空間の構造が入るが、標準的なノルムは存在しない。それでもこれをバナッハ空間とするようないくつか同値なノルムが存在し、その一つとして
{\displaystyle \|x\oplus y\|={\bigl (}\|x\|^{p}+\|y\|^{p}{\bigr )}^{1/p},\quad (1\leq p\leq \infty )}
を挙げることができる。またこの構成を一般化して、任意個のバナッハ空間に対する ℓp-直和を定義することができるが、非零な直和因子が無限個存在する場合には、この方法で得られる空間は p に依存して変わる。

### 商空間
M をバナッハ空間 X の閉部分線型空間とすると、代数的な商空間 X / M は再びバナッハ空間を成す。

## 連続線型写像と双対空間
同じ基礎体 K 上のバナッハ空間 V, W に対し、連続 K-線型写像 A: V → W 全体の成す空間を L(V, W) で表す。無限次元空間の場合には任意の線型写像が自動的に連続となるわけではない。一般にノルム空間上の線型写像が連続となることと、それが単位閉球体上の有界となることとは同値である。従て、線型空間 L(V, W) に作用素ノルム
{\displaystyle \|A\|=\sup\{\|Ax\|_{W}\mid x\in V,\ \|x\|_{V}\leq 1\}}
を入れることができて、このノルムに関して L(V,W) はバナッハ空間を成す。このことは仮定を V がノルム空間である場合に緩めても成り立つ。
V = W である場合、空間 End(V) = L(V) := L(V, V) は写像の合成を積として単位的バナッハ環を成す。
V がバナッハ空間で K をその基礎体（つまり実数体 R もしくは複素数体 Cの何れか）とすると、K は（その絶対値をノルムとして）それ自身バナッハであり、V から K への連続線型函数の空間 L(V, K) として、V の双対空間（連続的双対、位相的双対）V′ を定義することができる。V′ もまた（作用素ノルムに関して）バナッハ空間になる。双対空間を介して V に新たな位相（弱位相）を定義することができる。
ここで写像の連続性は本質的であることに注意せよ。V が無限次元ならば、連続でない線型写像が存在し、従ってそれは有界でないから、K への線型写像全体の成す空間 V∗ はバナッハでない（V∗ は V′ との区別のために代数的双対とも呼ばれる）。代数的双対空間 V∗ を使っても弱位相を誘導することができるが、（V′ ⊆ V∗）これは連続的双対から誘導されるものよりも細かいものになる。
V から V′′（双対の双対; 二重双対空間）への自然な写像 F が
{\displaystyle F(x)(f):=f(x)\in \mathbb {K} ,\quad (x\in V,\,f\in V')}
で定義される。F(x) は V′ から K への写像であるから、これは確かに V′′ の元であり、従って写像 F: x → F(x) は V → V′′ なる写像を定めていることがわかる。ハーン・バナッハの定理の帰結として、この写像は単射かつ等距変換である。さらにこれが全射でもあるときにはバナッハ空間 V は回帰的 (reflexive; 再帰的、反射的）であると言う。反射的空間は幾何学的に重要な性質を多く持つ。バナッハ空間が反射的であるための必要十分条件は、その双対空間が反射的となることであり、これはまた、その単位球体が弱位相に関してコンパクトとなることと同値である。
例えば ℓp は 1 < p < ∞ なるとき反射的であるが、ℓ1 および ℓ∞ は反射的でない。p < ∞ のとき、ℓp の双対は ℓq になる。ただし p と q とは 1/p + 1/q = 1 なる関係にあるものとする。詳細は L p-空間の項目を見よ。

## 極化形式とヒルベルト空間
任意の内積には対応するノルムが付随し（ノルムと内積との対応は ǁvǁ² = (v,v) で与えられる）、内積に付随するノルムに関して完備な内積空間はヒルベルト空間と呼ばれるから、任意のヒルベルト空間は定義によりバナッハ空間であるが、逆は必ずしも真でない。バナッハ空間 V のノルム ǁ•ǁ が内積に付随する（従って V がヒルベルト空間になる）ための必要十分条件は、中線定理（平行四辺形法則）:
{\displaystyle \|u+v\|^{2}+\|u-v\|^{2}=2(\|u\|^{2}+\|v\|^{2})}
を任意の u, v ∈ V に対して満たすことである。故に、例えば Rn がその上で定義される「任意の」ノルムに関してバナッハであるのと対照的に、ヒルベルトとなるのはユークリッドノルムに関してのみということになる。同様に無限次元の場合、例えばルベーグ空間 Lp は常にバナッハだがヒルベルトとなるのは p = 2 の場合に限る。
バナッハ空間のノルムが中線定理の等式を満たすとき、バナッハ空間をヒルベルトとする内積は偏極恒等式（極化形式）によって与えられる。V が実バナッハ空間のとき、偏極恒等式は
{\displaystyle \langle u,v\rangle ={\frac {1}{4}}\,(\|u+v\|^{2}-\|u-v\|^{2})}
で与えられる。一方 V が複素バナッハ空間のとき、偏極恒等式は（エルミート内積は第一変数に関して線型とする場合）
{\displaystyle \langle u,v\rangle ={\frac {1}{4}}\,(\|u+v\|^{2}-\|u-v\|^{2}+i(\|u+iv\|^{2}-\|u-iv\|^{2}))}
となる。この条件の必要性は内積の性質から容易に従う。これが十分であること（即ち、平行四辺形法則から偏極恒等式の定める形式が実際に完備内積となることが出ること）を見るには、この形式が加法的であることを代数的に確認して、それから帰納的に整係数、有理係数上線型であることを示し、さらに任意の実数がある有理コーシー列の極限であることとノルムの完備性を使って実線型性を示せばよい。複素係数の場合には、実双線型性に加えてさらに一方の引数については虚数単位 i に対する線型性と他方の引数に関する共軛線型性とを持つことを確かめればよい。

## 次元の非可算性
バナッハ空間の完備性とベールの範疇定理の帰結として、無限次元バナッハ空間のハメル基底は非可算となることがわかる。

## バナッハ空間上の微分法
バナッハ空間上でいくつかの微分の概念を考えることができる。詳細はフレシェ微分やガトー微分の項などを参照せよ。

## 一般化
函数解析学において様々な重要な空間が存在するが、例えば無限回微分可能な函数 R → R 全体の成す空間や R 上のシュヴァルツ超函数全体の成す空間は完備ではあるがノルムが付かず、従ってバナッハ空間にはならない。フレシェ空間には同じく完備な計量が付くが、その極限として得られる LF-空間は完備な一様線型空間になる。